# Pontón Chetumal
El Pontón Chetumal fue una embarcación mexicana construida en Nueva Orleans, Estados Unidos en 1898, con el objetivo de establecer una sección aduanal y guarnición de vigilancia en la desembocadura del río Hondo en la frontera entre México y Belice.

## Historia
Las necesidades del pontón se dieron en el contexto de la etapa final de La Guerra de Castas, que enfrentaba al gobierno mexicano contra los mayas rebeldes en lo que hoy es el estado de Quintana Roo y que en ese momento pertenecía al de Yucatán. Además en 1898 se firmó el tratado de límites entre México y el Reino Unido que fijaba definitivamente la frontera entre el país americano y la colonia de Honduras Británica, hoy Belice. El límite natural era el río Hondo, por lo que para evitar el contrabando de maderas preciosas y de armas para los mayas rebeldes, el gobierno mexicano decidió construir un fuerte en ese punto, que estaba prácticamente inexplorado, que operara como guarnición militar y agencia aduanal. Para este propósito el brigadier Ángel Ortiz Monasterio, cónsul de México en Belice, y su vicecónsul el ingeniero naval Miguel Rebolledo, llevaron al Pontón Chetumal a la boca del río Hondo.
Sin embargo, el entonces subteniente de la Armada, Othón P. Blanco, externó su opinión de que en lugar de construir un fuerte lo más conveniente como primer paso para establecer la presencia mexicana en ese punto era la construcción de un pontón, ya que a falta de conocimientos claros sobre la situación del terreno, no se podían tener seguridades concretas para la construcción de un fuerte. En cambio en el pontón se podía tener el alojamiento necesario para los empleados de la sección aduanal y la guarnición militar. La superioridad aprobó el proyecto de Othón P. Blanco y le dio el mando del pontón, que fue construido en 1898 y bautizado con el nombre en Chetumal, como derivación del nombre del antiguo señorío maya de Chactemal que había dominado esa región al momento de la conquista española. El 22 de enero de 1899 llegó al punto denominado Payo Obispo en la desembocadura del río Hondo. Blanco dio órdenes inmediatas de proceder al desmonte de los terrenos aledaños a las playas de la bahía para establecerse en tierra firme, fundando la nueva población el 5 de mayo de 1899 y recibiendo el nombre de Payo Obispo.
El pontón inmediatamente comenzó a funcionar como aduana y a vigilar la navegación de todos los barcos que circulaban por el río Hondo, prácticamente única vía de comunicación de la región.
En 1938 la ciudad de Payo Obispo, ya entonces capital del Territorio Federal de Quintana Roo, fue rebautizada como Chetumal en recuerdo al pontón y al señorío maya que había dominado la región. Este nombre significa "En donde crecen los árboles rojos".